# Cueta pilosa
Cueta pilosa är en insektsart som beskrevs av Navás 1917. Cueta pilosa ingår i släktet Cueta och familjen myrlejonsländor. Inga underarter finns listade i Catalogue of Life.